# One in a Million
"One in a Million" (español: Uno en un Millón) es una canción de la artista alemana Sandy Mölling, publicada en su álbum debut Unexpected (2004). Fue versionada años más tarde por Hannah Montana (Miley Cyrus) para la banda sonora de la segunda temporada de la serie de televisión Hannah Montana, y lanzado al aire en el álbum de la banda sonora Hannah Montana 2 (2007).
La versión de la canción de Mölling incluía la línea "Me siento ebria pero estoy sobria. Y estoy sonriente en todo. Cada vez que veo el brillo en tus ojos." Para la versión de Montana, la línea se cambió por el de "No puedo creer que soy tan afortunada. Nunca me he sentido tan feliz. Cada vez que veo el brillo en tus ojos."
En el episodio Hannah Montana "You Are So Sue-able to Me", "One in a Million" se utilizó en los antecedentes con Jackson. Se utilizó como el final del episodio "Achy Jakey Heart (Part 1)". En el episodio "Song Sung Bad", Lilly le pide a Miley que cante la canción para el cumpleaños de su mamá, porque es su canción favorita de Hannah. Miley le dice a Lilly que si ella se la canta le gustaría más.
Es muy similar a un sondeo Anna Tsuchiya canción titulada "Blue Moon".

## Video musical
Para esta canción existen dos versiones, la versión del álbum y la versión acústica que se liberó en el Rock Star Edition. Los dos videos fueron grabados el 14 de noviembre de 2006 en Anaheim, California.
La única diferencia entre los videos es que en la versión acústica está sentada junto a la guitarra.

### Charts
| Chart (2007)               | Peak posición |
| -------------------------- | ------------- |
| U.S Bubbling Under Hot 100 | 12            |

## Certificaciones
| País (Organismo certificador) | Certificaciones | Ventas certificadas | Ref.  |
| ----------------------------- | --------------- | ------------------- | ----- |
| Estados Unidos (RIAA)         | Oro             | 500 000             | [ 1 ] |